# František Novák (aviateur)
František Novák, né le 26 août 1902 à Sokoleč près de Poděbrady et mort le 27 avril 1940 à Neuilly-sur-Seine, était un célèbre aviateur tchèque. Il est devenu célèbre dans toute l'Europe durant l'entre-deux-guerres pour ses talents en voltige aérienne.